# Orio Vergani
Orio Vergani (Milán, 1898-1960) fue escritor, dramaturgo y periodista, además de uno de los fundadores del fotoperiodismo europeo. Atento observador de los acontecimientos de la primera mitad del siglo XX, se calcula que escribió cerca de veinte mil artículos a lo largo de su vida. Colaboró en el Corriere della Sera durante treinta y cuatro años, donde fue una firma indispensable en editoriales, crítica teatral y páginas deportivas.
Vergani procedía de una familia con larga tradición artística. Los hermanos mayores de su madre tuvieron, una importante presencia en el mundo cultural y artístico: Vittorio Podrecca fue el fundador del Teatro dei Piccoli mientras que Guido Podrecca fue diputado socialista y fundador de la publicación anticlerical L'Asino. Asimismo, su hermana, Vera Vergani, fue la primera actriz principal en representar la más famosa de las obras pirandellianas, Seis personajes en busca de autor.

## Literatura y periodismo
Orio Vergani, hombre polifacético, repartió siempre su talento entre el periodismo y la narrativa, en un primer momento más próxima al realismo mágico y acercándose después al naturalismo. Fue también uno de los primeros escritores italianos en interesarse y escribir sobre las artes emergentes en aquel periodo del siglo XX como el jazz, el cine o la coreografía.
Con tan sólo 15 años, publicó su primer relato en la revista Il Seccolo XX, dirigida por aquel entonces por Pio Schinetti. Discípulo predilecto de Luigi Pirandello, Vergani inició su carrera como crítico para diferentes suplementos literarios. Animado por su maestro, a los 20 años publicó su primer libro de relatos, Acqua alla gola, a la vez que empezaba a desarrollar una intensa actividad periodística en diversas publicaciones como Tribuna, Il messaggero della domenica o Idea Nazionale. Tras publicar las obras Soste del capogiro y Fantocci del carosello immobile, escribe la novela Io, povero nero, e inmediatamente después el conjunto de relatos Domenica al mare.
En 1926 fundó el primer premio literario de Italia en el restaurante Bagutta, y él mismo recibió años después el premio dell'Accademia d'Italia por Función en el colegio.

## Teatro
En 1926 Luigi Pirandello llevó a los escenarios su obra teatral Cammino sulle acque, pieza que fue elogiada por su singularidad y su valentía.

## Periodismo deportivo
Cuando contaba 26 años Vergani fue contratado por Ugo Ojetti para escribir como enviado especial en la tercera página del prestigioso periódico italiano Corriere della Sera. De este modo comenzó una intensa relación con el periódico que duraría 34 años, durante los cuales Vergani cubrió con sus artículos la tercera página, la página de política y la deportiva. Fue en este último apartado donde Vergani alcanzó el apogeo de su fama. Comentarista apasionado de más de 25 Giri de Italia y otros tantos Tours de Francia elevó el periodismo deportivo a su máxima expresión, dedicando todo su talento literario a plasmar las hazañas de los héroes del deporte. Considerado hasta nuestros días como «el maestro del periodismo deportivo» fue una gran influencia para periodistas de prestigio como Gianni Brera o Bruno Raschi.
Su actividad periodística fue extensísima, se calcula que escribió más de 20.000 artículos a lo largo de su carrera, y siempre destacó por la profundidad en el trato y descripción de los sentimientos humanos.

## Reconocimientos
Orio Vergani ha sido galardonado con los siguientes premios:
- 1939: Premio Viareggio otorgado al conjunto de artículos Basso profondo
- 1942: Premio de la Accademia d'Italia por su novela Recita in collegio (Función en el colegio en su traducción al español)Libros del silencio (2010)
- 1957: Premio Marzotto por su novela Udienze a porte chiuse